# اندیس باریت نیزار
باریت نیزار یک اندیس غیرفلزی است که در حوالی شهر کهک استان قم قرار دارد و مادهٔ معدنی موجود در آن، باریت است.سنگ میزبان این اندیس توفهای داسیتی،آندزیتی،توفیت،آهک،شیل،مارن است و دیرینگی آن به دوران ائوسن می‌رسد. در این اندیس، پاراژنز‌های کوارتز یافت می‌شوند.